# 陈芳

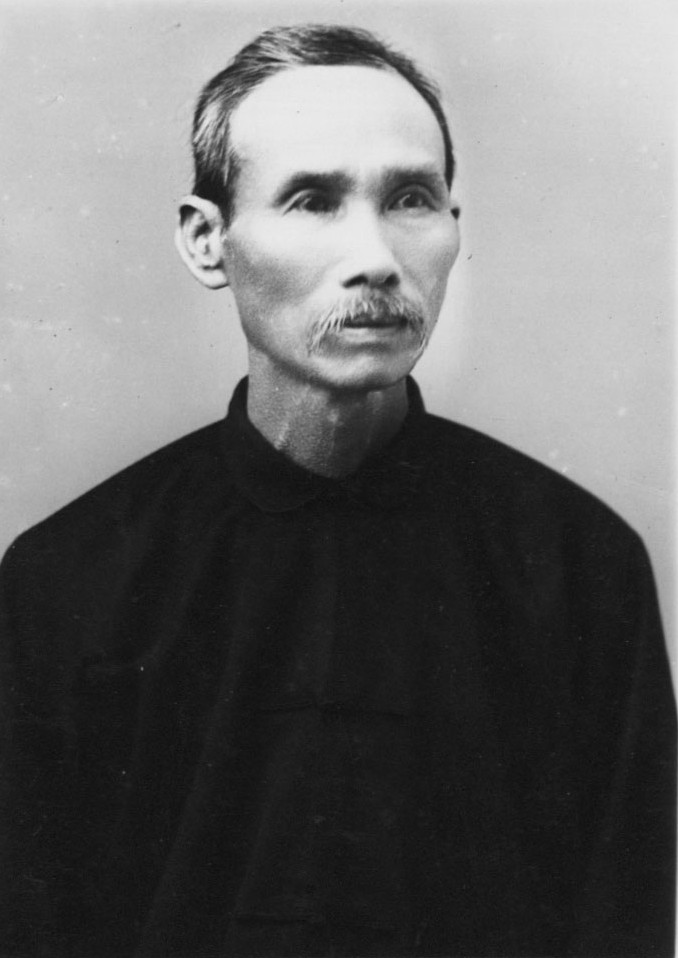

陈芳（Chun Afong，1825年—1906年9月25日），字国芬，男，广东香山人，美国夏威夷檀香山华侨商人，夏威夷王国贵族。

## 生平

### 立足檀岛
陈芳是广东省香山县黄茅斜村（今珠海市前山镇梅溪村）人，生于一个富有的家庭，父亲陈仁昌务农兼经商。陈芳自幼接受良好教育。1839年，陈芳的父亲去世，陈芳自此随伯父陈仁杰到澳门、香港学做生意。1849年，陈芳随伯父陈仁杰从香港运货赴檀香山开商铺出售。陈芳在檀香山海关报姓名时，因广东人习惯在名字前说“阿”字，再加上海关人员不了解华人姓在名前，所以他的姓名被写成了Chun Afong，自此，阿芳（Afong）成了他的英文姓。
不久，伯父陈仁杰归国，陈芳留在檀香山，在贝尔街继续经营伯父留下的商铺。当时华人商贩多出售白人自北大西洋运来的商品，陈芳则主要出售中国商品。因经营有方，陈芳很快适应了檀香山的商业环境。1854年6月，他和陈冬（音译）合股在King街和Maunakea街新开了店铺，生意兴隆。1855年7月，因为相邻的剧院发生火灾，店铺被烧毁，而且店内职员携款潜逃，生意面临极大困难。陈芳遂向银行贷款，一年后生意恢复如常。1856年，陈芳购买了水滨的一家店铺，将生意转入该店铺；同时，他还在奴亚奴白人区购买了一套房地产。1860年代，他和同乡程植合办了“芳植记”商号，该商号专门经营中国商品，兼营批发。此后，他投资航运业，在香港和檀香山间运送货物及赴夏威夷就业的中国劳工。到1870年，芳植记已经位列夏威夷八大企业。
美国南北战争期间，北方原来依赖的路易斯安那糖源断绝，夏威夷蔗糖从而大量出口美国北方。陈芳乃乘机投资蔗糖业，创办了国芬蔗园，收购了庇庇娇榨糖厂（Pep-eekco Sugar，即“泼比可蔗糖种植园”）的一半股份，并同程植合办了“芳植记”。

### 兴办糖业

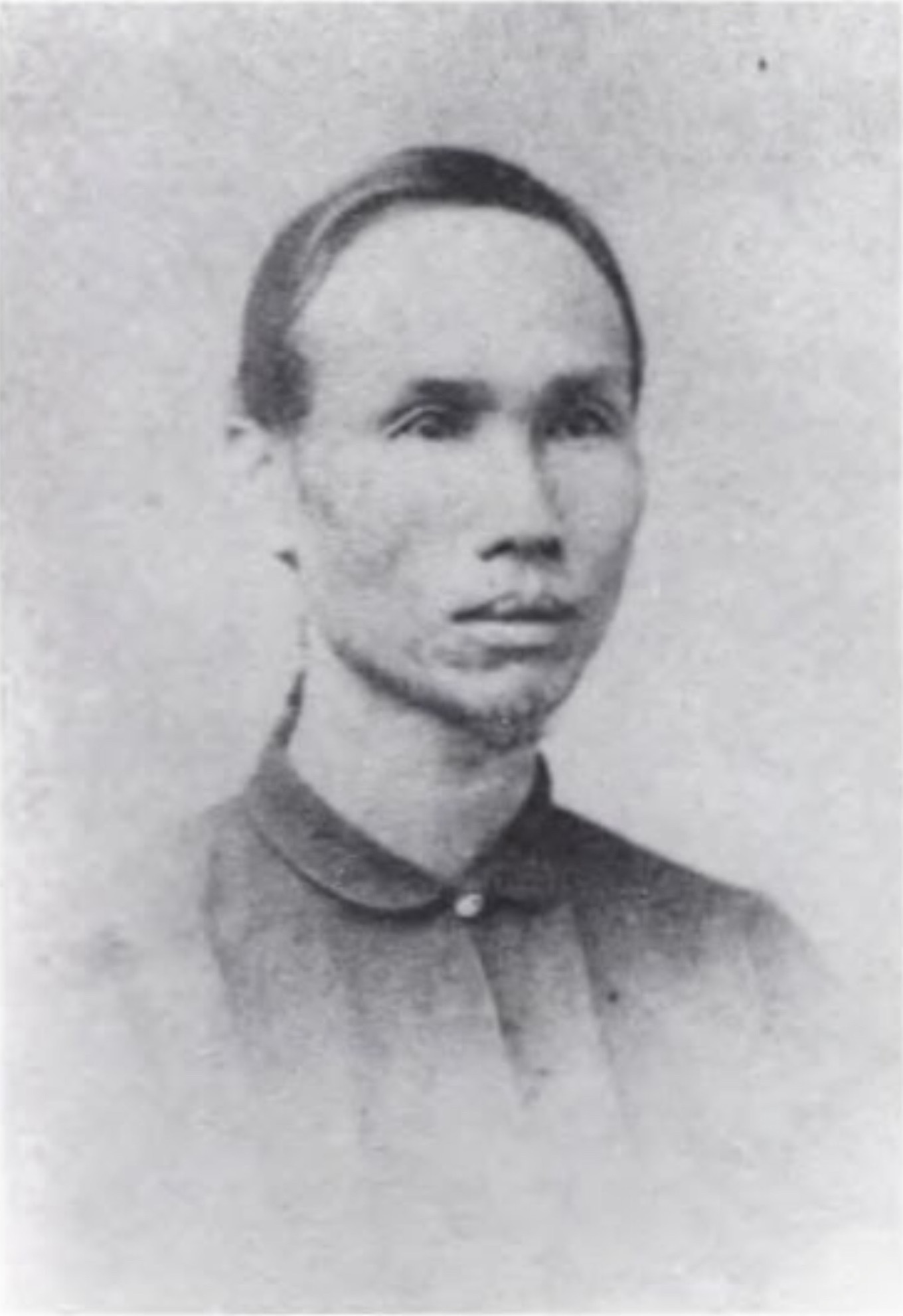
年轻时的陈芳，摄于约1860年代至1870年代

1861年至1865年美国南北战争期间，北方原来依赖的南方路易斯安那糖源断绝，夏威夷蔗糖从而大量出口美国北方。陈芳乃乘机投资蔗糖业，于1860年代在希罗（Hilo）创办了国芬糖榨（Kaupakuea甘蔗种植园），制造蔗糖出口美国，获利甚丰。 1876年，夏威夷王国同美国签订了互惠条约，蔗糖可以免税输入美国。陈芳遂于1870年代在希罗（Hilo）收购了庇庇娇糖榨（Pep-eekco Sugar，即“泼比可甘蔗种植园”）的一半股份，大力扩大蔗糖生产规模。该厂年产蔗糖2500吨，在当时的糖厂中效率最高。陈芳将均毕业于耶鲁大学的长子陈龙（陈芳的元配李杏所生）、次子陈席儒（即Toney，是朱莉娅所生）都留在该厂负责管理工作。直到1887年，该厂被视作夏威夷最好的农场，资产达100万美元。“华侨以糖业致富者，仅有陈芳一人耳。”陈芳成了当地华侨中的首富，号称“商业王子” 、“糖业巨子”。
在夏威夷，水稻种植业是仅次于蔗糖业的第二大行业，但因碾米厂、米仓的投资大，少有商人进行投资。陈芳于1860年代创建了一家碾米厂，这是当时夏威夷最早的碾米厂之一。
夏威夷农业工人缺乏，夏威夷政府便鼓励自中国输入劳工，以代替急剧减少的土著劳工，由夏威夷皇家农业协会负责输入华工方面的事宜。1870年，芳植公司（即芳植记）、朝兰公司与夏威夷政府签定了招募华工的合同，预定各招募100个华工。芳植公司一开始没有达到预期目标，但在此后两年中，这两家公司招募了1400个华人。1852年至1876年间，应招华工约1800个。

### 夏威夷贵族

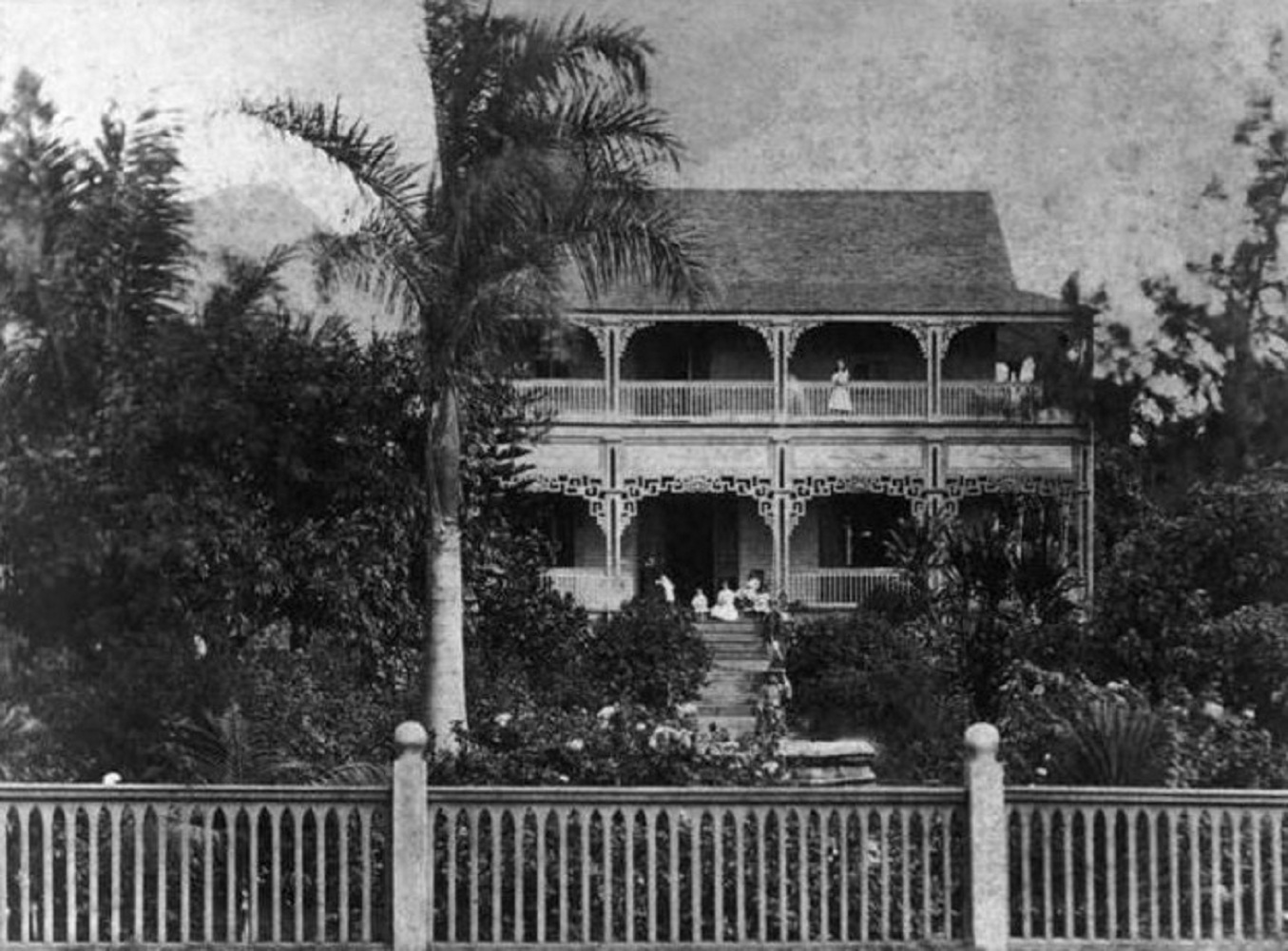
1850年代陈芳在檀香山所建的豪宅，该宅毁于1902年

陈芳善于社交，积极学习英语、土语以及社交舞蹈，出入教堂及公共场所，和各界人士均有来往。他还结识了有白人血统的夏威夷贵族女子朱莉娅·费耶韦瑟（Julia Fayerweather），其父费耶韦瑟是美国人，曾经投资蔗糖业并获利不少，1850年朱莉娅因父母双亡，被送到吉良马加的家中收养，和同被收养的王室少年卡拉卡瓦（Kalakaua）是义姐和义弟的关系。陈芳征得朱莉娅的监护人同意后，于1855年同朱莉娅订婚，并投资在莫加·奴亚奴为未婚妻造了一所中西合璧风格的豪宅。

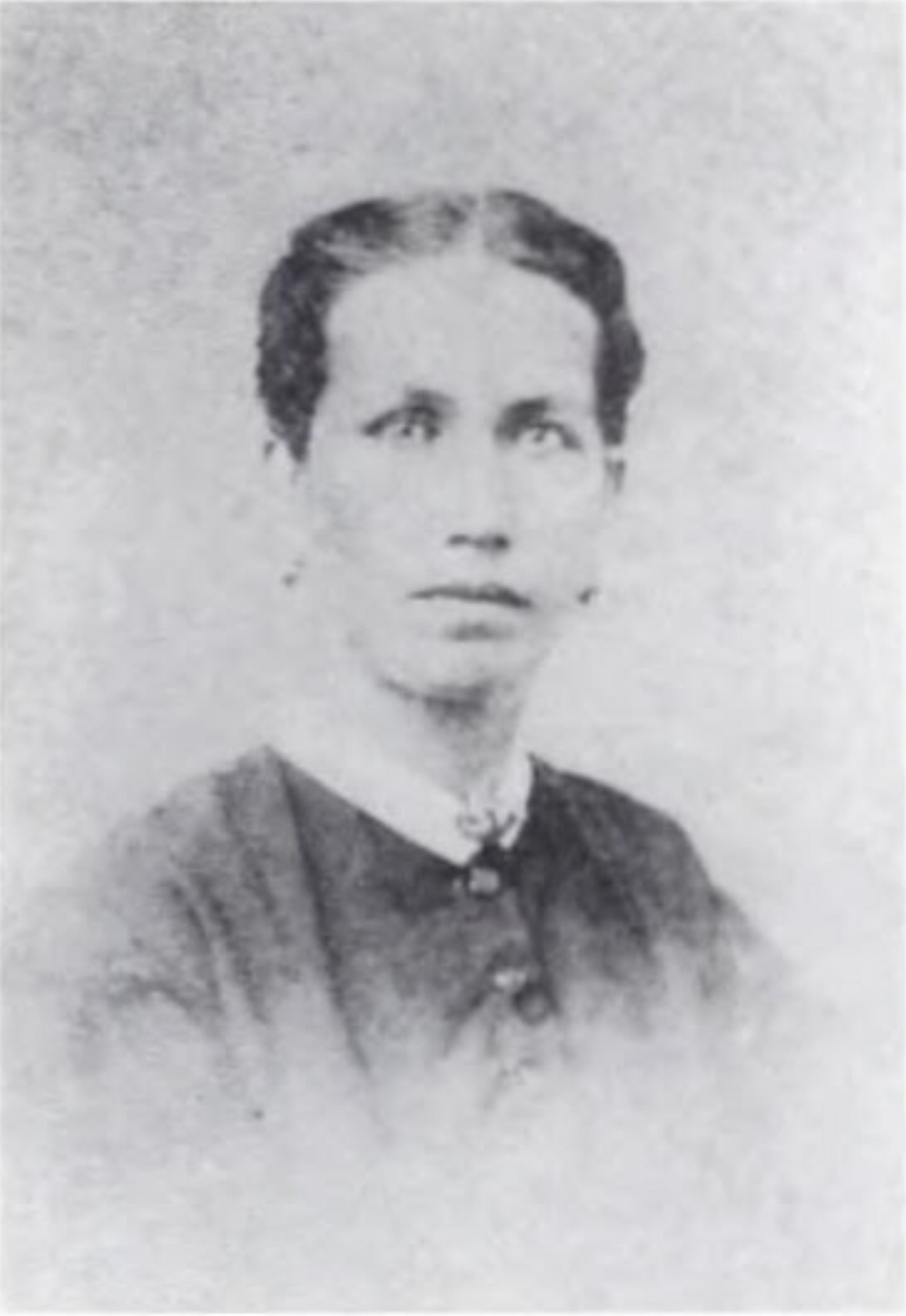
年轻时的朱莉娅

1856年，为庆祝夏威夷国王卡美哈梅哈四世（Kamehameha）与埃玛·鲁克新婚，陈芳和其他当地华商举行了盛大的舞会。陈芳用中国工艺品将举办舞会的大厅装饰得十分堂皇，国王夫妇及各界名流参加了舞会，这次舞会成为“压倒当时所发生的一系列事件的盛事”。1857年，陈芳加入夏威夷王国国籍。同年6月，他同朱莉娅结婚。
1874年2月，国王路納利羅（Lunalilo）逝世，王位继承发生争议，朱莉娅的义弟卡拉卡瓦被亲美派贵族推为王位继承人，但遭到属于亲英派的王后埃玛的反对。陈芳和朱莉娅的妹夫贝诺尼·戴维森出巨资帮助卡拉卡瓦竞选，同时美国又动用武力支持卡拉卡瓦，卡拉卡瓦最终以39票对6票的优势获得王位。在随后发生的两起政变中，陈芳等人支持国王卡拉卡瓦迅速平息了政变。1879年，陈芳成为夏威夷王国枢密院的首位华人成員。

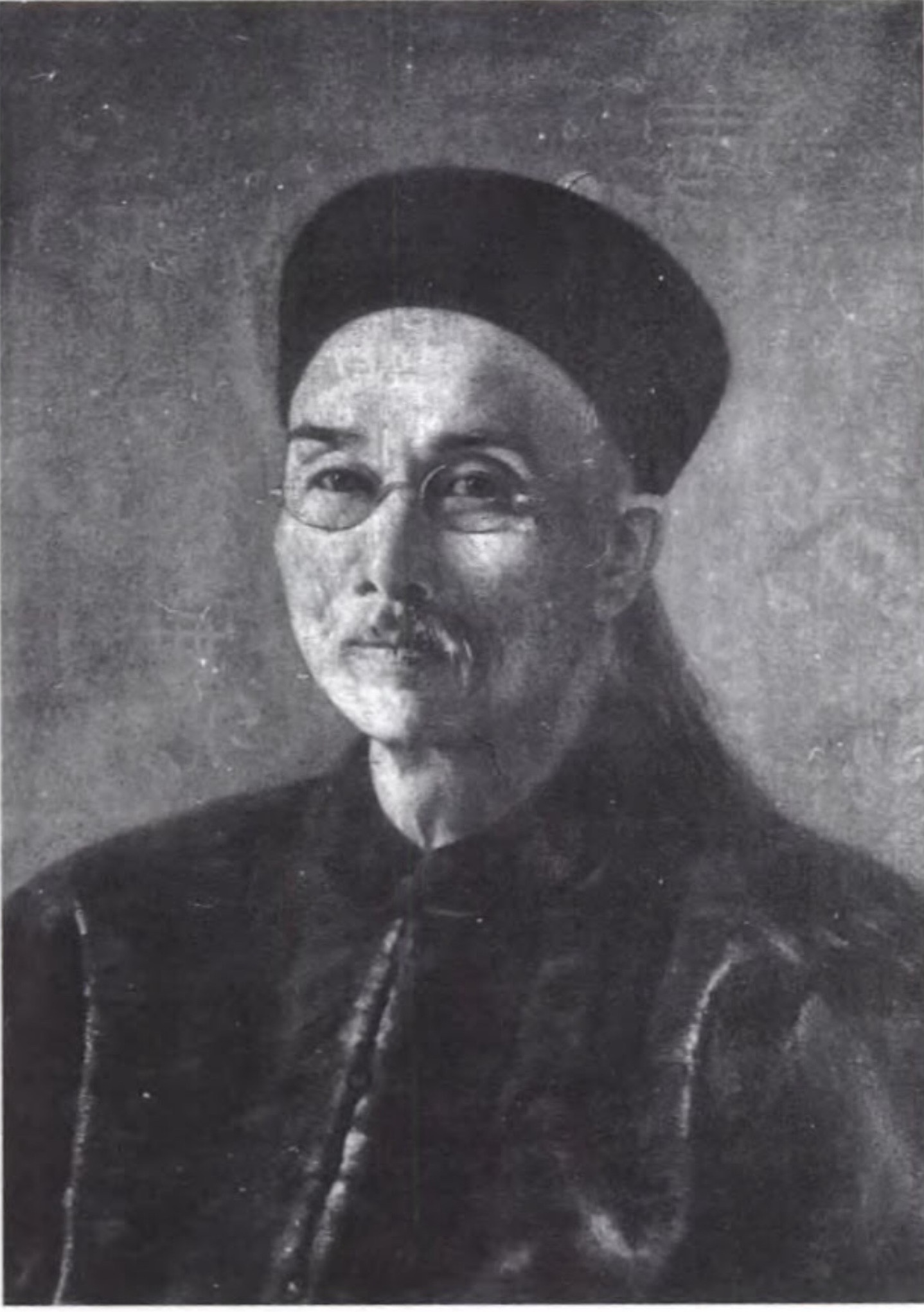
着清朝官服的陈芳

1878年，清政府任命陈兰彬、容闳为首任驻美国、日斯巴尼亚、秘鲁三国正、副公使。陈芳等华商联名上书陈兰彬，请求清政府在夏威夷设官方机构，保障华人权益。因为夏威夷王国同中国未建立外交关系，陈兰彬上奏清政府，建议于夏威夷王国设半官方机构——华商董事会。1879年，清政府在夏威夷设立华商董事会，经容闳推荐，陈芳被清政府任命为首任驻夏威夷商董，陈芳的宅邸成了华商董事会驻地。1880年3月，华商董事会正式成立。1881年，华商董事会改为中国驻檀香山领事馆，陈芳被任命为首任领事（当时陈芳已辞去夏威夷王国枢密院议员一职）。
任内，陈芳积极改善华人在夏威夷的待遇。1881年，卡拉卡瓦国王访问中国，同李鸿章在天津举行了会谈。李鸿章问卡拉卡瓦：“中国前派有领事陈国芬驻岛，人尚妥当否？”卡拉卡瓦回答：“陈国芬久在敝岛，情形极熟，人亦公正。”

### 退休归国

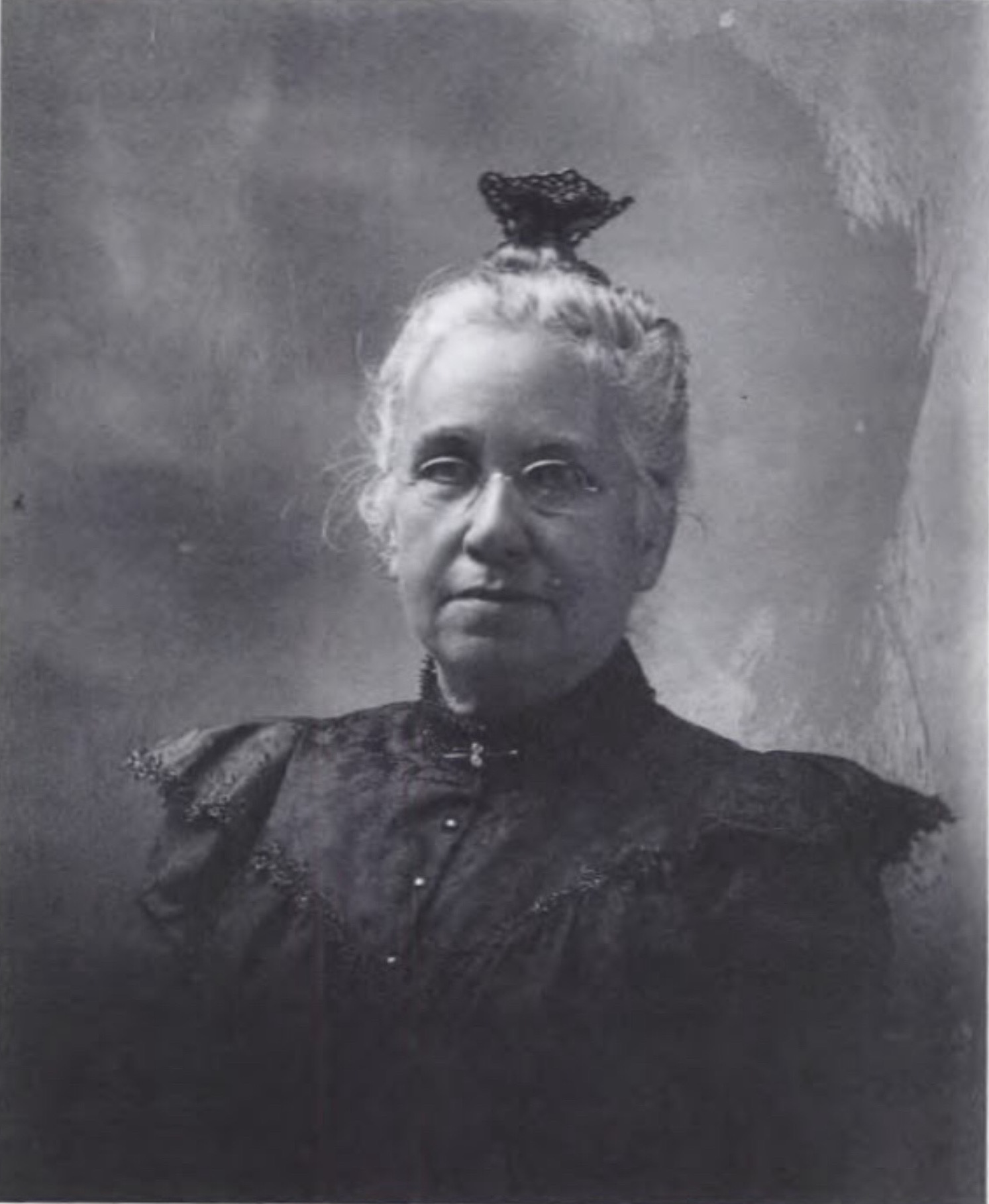
老年的朱莉娅

陈芳在卡拉卡瓦国王统治时期位高权重，生意顺利。但是，他也遇到了不利局面。首先，卡拉卡瓦国王对华人态度友善，这遭到美国及亲美派疑忌，担心夏威夷成为中国殖民地，所以他们不仅拒斥陈芳，还于1887年强行通过了夏威夷的新宪法，剥夺了夏威夷国王的权力。此外，陈芳遭到当地客家人的反对，因为客家人认为陈芳助长了夏威夷广府人的势力。陈芳在奉陈兰彬之命调查苦力贸易时，也遇到了挫折。这都使陈芳心灰意冷。
1889年，陈芳的长子陈龙去世，陈芳接受了陈龙遗孀的建议，决定引退归国。他出售了庇庇娇糖榨的股份，将其中的1/3出售给了亚历山大·扬（Alexander Young），另外还有1/3股份以及其他产业留给了留在夏威夷的朱莉娅以及她所育的12个女儿和2个儿子。陈芳的次子陈席儒（也是朱莉娅所生）则随陈芳归国。1890年10月，陈芳及家人经日本抵达中国。
此后，他在香港、澳门以及家乡活动。在香港，他投资道格拉斯轮船公司，成为该公司买办。在澳门南湾，因为当时澳门最豪华的一家酒店仅接待白人却不接待华人，从而怠慢了陈芳，陈芳便迅速收购了该酒店，后来将该酒店夷平改成了公馆。这成了澳门当时的头条新闻。陈芳还在澳门开牛奶公司，引进荷兰奶牛，成为澳门最先养殖荷兰奶牛者。在家乡，他修建了陈氏宗祠，并捐资修筑学堂、道路，兴办慈善事业，为村里购买了柴油发电机供照明，在村内引进了自来水。1886年以及1891年，清朝光绪帝赐陈芳及其父母等人“急公好义”、“乐善好施”石牌坊。
晚年，陈芳居住在梅溪与澳门。1906年9月，陈芳在澳门逝世，享年81岁。灵柩葬于家乡梅溪。

## 家庭
- 父：陈仁昌
- 伯父：陈仁杰
- 第一任妻子：李杏
  - 长子：陈龙
  - 三子：陈赓虞
- 第二任妻子：朱莉娅·费耶韦瑟（Julia Fayerweather）
  - 次子：陈席儒
  - 其他12个女儿和2个儿子[1]

## 报道和纪念

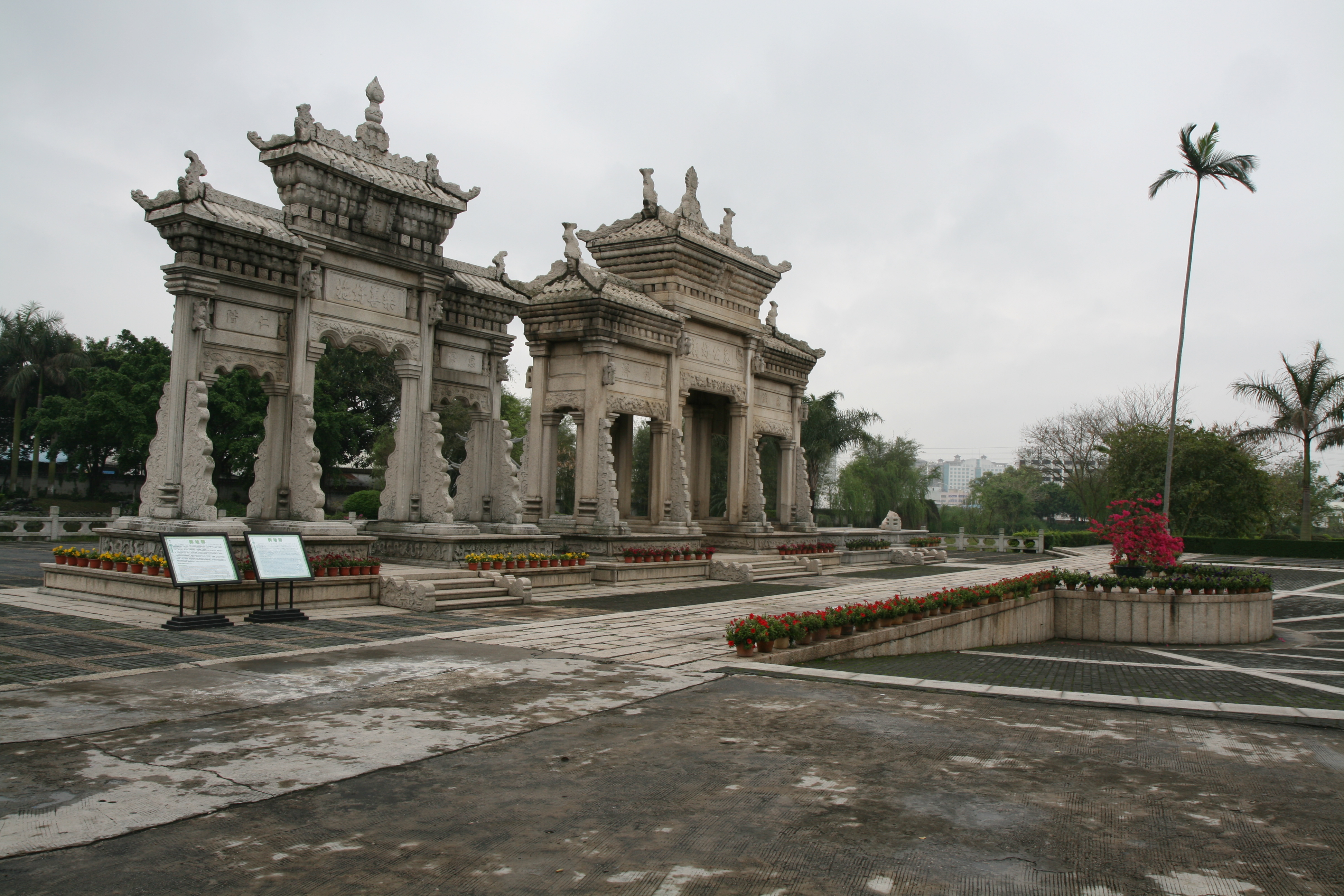
梅溪牌坊

- 光緒十二年（1886年）和光緒十七年（1891年），光绪皇帝下令於陈芳花园内建造梅溪牌坊，以表彰陈芳父子的事绩 。文化大革命期间，牌坊遭人破坏，一座拱门被毁，陈芳的坟墓也被洗劫一空，陈芳的遗体后来被埋葬在一个更为简朴的坟墓里。該棟房屋之后被当作军营以及员工宿舍使用，现为旅游景点[4][5][6]。
- 1870年代，时任旧金山《联合报》记者的马克·吐温曾多次采访报道陈芳及其种植园。
- 美国作家杰克·伦敦1909年出版的《南海故事》中，有一篇便为陈芳传奇。
- 1953年，美国作家克莱丽丝·B·泰勒在《夏威夷时报》连载《陈芳家族故事》。
- 1963年，美国剧作家、陈芳的后裔伊顿·莫根创作的以陈芳的故事为主题的音乐剧《十三个女儿》在百老汇上演。
- 1997年，美国历史学家鲍勃·戴出版了《香山商人王子：阿芳和夏威夷的華人》。[4][7][2]